# KK Cedevita Olimpija
Maillots
Le KK Cedevita Olimpija est un club slovène de basket-ball, basé dans la capitale du pays : Ljubljana. KK Cedevita Olimpija crée en 2019 est le résultat d’une fusion de deux clubs des pays voisins, le club slovène du KK Olimpija Ljubljana et l’équipe croate Cedevita de Zagreb, qui est le premier exemple de deux clubs de différents pays fusionnant,.

## Historique
Le 4 juin 2019, il est annoncé que le club croate du Cedevita Zagreb et le club slovène Olimpija Ljubljana prévoyent de fusionner et de former le KK Cedevita Olimpija, un nouveau club professionnel de basket-ball masculin basé à Ljubljana, en Slovénie,,. Le KK Cedevita prévoit de pour concourir en championnat croate à l’avenir comme Cedevita Junior. Le 13 juin, les conseils d’administration du Cedevita et de l’Olimpija confirment la nomination de Davor Užbinec (en) au poste de directeur général et de Sani Bečirovič au poste de directeur sportif,. Le 25 juin, le conseil d’administration de l’EuroCoupe confirme la participation du club à la saison 2019-2020 de l'EuroCoupe. Les conseils d’administration du Cedevita et de l'Olimpija invitent séparément leurs membres respectifs pour leurs assemblées se déroulent le 8 juillet à l'Arena Stožice, où le club est officiellement créé avec Slaven Rimac étant confirmé comme entraîneur principal de l’équipe première, ainsi que Tomaž Berločnik (en) nommé président du club,. 
En décembre 2020, le club est devenu actionnaire de la Ligue adriatique, à la suite d’un transfert d’actions du Cedevita Olimpija. Les actions détenues par l'Olimpija Ljubljana sont transférées au KK Koper Primorska (en). 
L’attaquant slovène Edo Murić est le tout premier joueur à signer pour le club. À côté des joueurs ajoutés aux alignements Cedevita et Petrol Olimpija, le club signe les vétérans Mirko Mulalić (en), Saša Zagorac, Marko Simonović ainsi que Martin Krampelj (en), Mikael Hopkins, Jaka Blažič, Codi Miller-McIntyre et Ryan Boatright. Le 11 septembre 2019, Jaka Blažič a été nommé capitaine de l’équipe première. En septembre 2019, Cedevita Olimpija s'incline face au Partizan Belgrade en finale de la Supercoupe ABA 2019.

## Palmarès
- Champion de Slovénie : 2021, 2022, 2023 et 2024
- Vainqueur de la Coupe de Slovénie : 2022, 2023 et 2024

## Entraîneurs
- Slaven Rimac (2019-2020)
- Jurica Golemac (2020-2023)
- Miro Alilović (en) (2023) (interim)
- Simone Pianigiani (2023–2024)
- Zoran Martič (en) (2024)
- Zvezdan Mitrović (depuis 2024)

## Effectif actuel (2021-2022)
| Poste       | N° | Joueur            | Pays                   | Taille |
| ----------- | -- | ----------------- | ---------------------- | ------ |
| Meneur      | 0  | Jacob Pullen      | Drapeau des États-Unis | 1,83 m |
| Meneur      | 1  | Yogi Ferrell      | Drapeau des États-Unis | 1,82 m |
| Ailier      | 3  | Melvin Ejim       | Drapeau du Canada      | 2,01 m |
| Meneur      | 7  | Dan Duščak        | Drapeau de la Slovénie | 1,85 m |
| Ailier      | 8  | Edo Murić         | Drapeau de la Slovénie | 2,01 m |
| Pivot       | 9  | Zach Auguste      | Drapeau de la Grèce    | 2,08 m |
| Ailier fort |    | Amadou Sow (it)   | Drapeau du Mali        | 2,06 m |
| Arrière     | 11 | Jaka Blažič       | Drapeau de la Slovénie | 1,96 m |
| Pivot       | 14 | Žiga Daneu        | Drapeau de la Slovénie | 2,03 m |
| Arrière     | 20 | Alen Hodžić       | Drapeau de la Slovénie | 1,91 m |
| Ailier fort | 21 | Saša Ciani        | Drapeau de la Slovénie | 2,04 m |
| Ailier fort | 23 | Luka Ščuka        | Drapeau de la Slovénie | 2,08 m |
| Pivot       | 24 | Alen Omić         | Drapeau de la Slovénie | 2,16 m |
| Pivot       | 31 | Marko Radovanović | Drapeau de la Serbie   | 2,06 m |
| Pivot       | 34 | Blaž Habot        | Drapeau de la Slovénie | 2,06 m |

## Couleurs
Les principales couleurs de Cedevita Olimpija sont le vert, l’orange et le blanc. Ces deux couleurs sont les couleurs principales des fondateurs du club. Le vert a été utilisé par Olimpija, tandis que l’orange a été utilisé par Cedevita. L’écusson est le dragon vert de Ljubljana, encadré blanc, à droite à côté d’une lettre majuscule 'C' de couleur orange et cadre blanc, qui signifie Cedevita. De plus, toute la crête est encadrée de couleur verte.

## Salle
Cedevita Olimpija joue ses matchs à domicile à la Arena Stožice, souvent appelée Zmajevo gnezdo (Nid de dragon) dans les médias slovènes,. 